# Gunnar Andersen (Sportler, 1890)
Gunnar Andersen (* 18. März 1890 in Drøbak, Akershus; † 25. April 1968 in Oslo) war ein norwegischer Fußballspieler und Skispringer. In beiden Sportarten trat er für den Verein Lyn Oslo an.

## Werdegang

### Fußball
Von 1911 bis 1924 bestritt er 46 Fußballländerspiele für Norwegen, davon 37 als Kapitän; er schoss jedoch kein einziges Tor. Erst am 16. Juni 1918 konnte er mit der norwegischen Mannschaft deren ersten Sieg überhaupt erringen; in Oslo schlug Norwegen mit Andersen im Aufgebot den Erzrivalen Dänemark. Bei den Olympischen Sommerspielen 1912 in Stockholm und 1920 in Antwerpen war er im Aufgebot der Mannschaft und war auch 1920 bei dem seinerzeit sensationellen 3:1-Sieg der Norweger gegen England als Kapitän auf dem Feld. Bei beiden Wettbewerben reichte es jedoch nicht für eine Medaille.

### Skispringen
Im Skispringen stellte Andersen 1912 auf dem Gustadbakken in Modum mit 47 Metern einen neuen Weltrekord auf.
1918 war er der erste Sportler, der mit dem Egebergs Ærespris ausgezeichnet wurde.